# Министар
Министар (лат. minister — „слуга”) старјешина је ресора државне управе (министарства) и по положају је члан владе.
Одговоран је шефу владе, а зависно од државноправног уређења одговоран је и народном представништву или шефу државе. Најчешће, министра именује народно представништво на предлог предсједника владе односно мандатара за састав владе. Министар који не стоји на челу министарства се назива министар без портфеља.
У земљама Сјеверне и Јужне Америке умјесто назива министар користе се називи секретар или државни секретар. У неким земљама користи се и персијски назив везир (визир).
С друге стране, функција министра постоји и у дипломатским службама. У дипломатији министар је шеф дипломатске мисије другог ранга, акредитован код шефа државе. Такође, министар-савјетник и опуномоћени министар су дипломатска звања високог ранга.